# الكسندر بوجيرا
الكسندر بوجيرا (بالألمانية: Alexander Bugera) (8 أغسطس 1978 بآمبرغ في ألمانيا - ) هو لاعب كرة قدم ألماني في مركز الظهير. شارك مع منتخب ألمانيا تحت 17 سنة لكرة القدم ومنتخب ألمانيا تحت 21 سنة لكرة القدم. أما مع النوادي، فقد لعب مع بايرن ميونخ الثاني وبايرن ميونخ ونادي دويسبورغ ونادي كايزرسلاوترن ونادي أونترهاخينغ و1. FC Kaiserslautern II ‏.

## وصلات خارجية
- الكسندر بوجيرا على موقع قاعدة بيانات كرة القدم.إي يو (الإنجليزية)
- الكسندر بوجيرا على موقع بيانات كرة القدم. دي إي (الألمانية)
- الكسندر بوجيرا على موقع Soccerway.com (الإنجليزية)
- الكسندر بوجيرا على موقع عالم كرة القدم.نت (الإنجليزية)